# Oscar Isaula
Oscar Ovidio Isaula Arguijo (Tegucigalpa, Francisco Morazán, Honduras, 9 de noviembre de 1982) es un entrenador y exfutbolista hondureño nacionalizado guatemalteco que jugaba como delantero. Actualmente dirige al Estrella Roja de la Liga de Ascenso de Honduras.

## Clubes

### Como jugador
| Club                              | País      | Año         |
| --------------------------------- | --------- | ----------- |
| Club Deportivo Motagua            | Honduras  | 2002 - 2005 |
| Deportivo Marquense               | Guatemala | 2005 - 2006 |
| Deportivo Malacateco              | Guatemala | 2006 - 2008 |
| Deportivo Jalapa                  | Guatemala | 2008        |
| Aurora Fútbol Club                | Guatemala | 2008 - 2009 |
| Deportivo Zacapa                  | Guatemala | 2009 - 2010 |
| Deportivo Malacateco              | Guatemala | 2010 - 2011 |
| Club Social y Deportivo Municipal | Guatemala | 2011 - 2012 |
| Deportivo Malacateco              | Guatemala | 2013 - 2014 |
| Heredia Jaguares                  | Guatemala | 2014        |
| Antigua GFC                       | Guatemala | 2014 - 2016 |
| Deportivo Malacateco              | Guatemala | 2016 - 2019 |
| Deportivo Catocha                 | Guatemala | 2019 - 2020 |

### Como asistente técnico
| Club          | País     | Año         | Asistente de    |
| ------------- | -------- | ----------- | --------------- |
| Juticalpa F.C | Honduras | 2021 - 2022 | Raúl Cáceres    |
| Juticalpa F.C | Honduras | 2023        | Mauro Reyes     |
| Juticalpa F.C | Honduras | 2023        | Humberto Rivera |

### Como Entrenador
| Club          | País     | Año         |
| ------------- | -------- | ----------- |
| Estrella Roja | Honduras | 2022        |
| Estrella Roja | Honduras | 2024 - Act. |

## Palmarés

### Campeonatos nacionales
| Título                     | Club          | País      | Año  |
| -------------------------- | ------------- | --------- | ---- |
| Liga Nacional de Guatemala | CSD Municipal | Guatemala | 2011 |
| Liga Nacional de Guatemala | Antigua GFC   | Guatemala | 2015 |

### Distinciones individuales
| Distinción               | Año  |
| ------------------------ | ---- |
| Trofeo Juan Carlos Plata | 2011 |
| Trofeo Juan Carlos Plata | 2014 |